# 藤川球児
藤川 球児（ふじかわ きゅうじ、1980年7月21日 - ）は、高知県高知市出身の元プロ野球選手（投手、右投左打）、プロ野球監督、元YouTuber。2025年シーズンより第36代阪神タイガース監督を務める。

## 経歴

### プロ入り前
少年野球チーム「小高坂ホワイトウルフ」に在籍していた兄の影響で、自身も野球を始めた。幼少期に両親が離婚し、母子家庭だったため家は裕福ではなかった。加えて、自身と兄が野球をやっていたためお金がかかり、母は多額の借金を抱えていた。
高知商業高校に進学すると、2年生の時に第79回全国高等学校野球選手権大会に控え投手として兄と共に出場。2回戦で川口知哉を擁する平安高校に敗れたが、豊田大谷高校の古木克明と共に2年生では2人だけ高校日本代表に選出された。ちなみに在学中は、寺本四郎・土居龍太郎と並んで「高知三羽烏」と呼ばれていた。
1998のNPBドラフト会議で、阪神タイガースから1位で指名。契約金1億円、年俸700万円（金額は推定）という条件で入団した。入団当初の背番号は30。入団発表の記者会見では、「10年後には（阪神でセ・リーグの）優勝を3回、そのうちに1回は胴上げ投手を経験しているはず」と発言したため、当時一軍の監督として会見に同席していた野村克也から「藤川君は野球以外に何か才能を持っていそう」という表現で話術を褒められた。担当スカウトは切通猛。前述の通り、経済的に余裕のない母子家庭出身であるため、藤川は後に「あのままプロに行っていなかったらただ借金だけ抱えて…」と語っている。

### 阪神時代

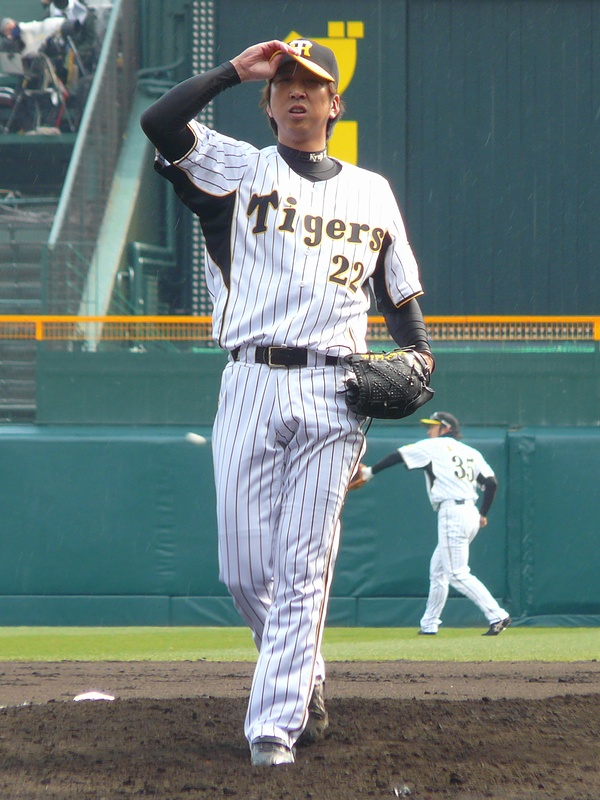
第1次阪神タイガース時代
（2011年3月9日、阪神甲子園球場にて）

プロ1年目の1999年は、二軍で体力の強化を優先。ウエスタン・リーグの公式戦でも3試合の登板にとどまった。
2000年にフレッシュオールスターゲームに選出されてリリーフで登板し、初の一軍昇格・プロ初登板を果たしたが結果を残せず、首脳陣の期待に応えることはできなかった。同年、高校時代から交際していた女性と結婚した。
監督が星野仙一に代わった2002年から背番号を名前の「きゅうじ」に掛けた92に変更。先発投手として積極的に起用されて12試合に登板し、9月11日の対ヤクルトスワローズ戦で8イニングを1失点に抑えて初勝利を挙げ、フレッシュオールスターゲームのウエスタン・リーグ先発投手も務めたが、同年は前出の1勝のみで先発ローテーションに定着することはできず、2003年までは目立った成績を残せなかった。2003年4月11日の対読売ジャイアンツ戦の9回、4点差の二死から登板して同点に追いつかれ（結果的に引き分け）、チームは翌日から快進撃を続けて優勝を達成したものの、このシーズンの藤川の登板は17試合（1勝1敗）にとどまった。
2003年のファーム日本選手権ではセーブを記録し胴上げ投手になったが、日本シリーズでは登板機会がなかった。なおこの年に球団から戦力外通告を受ける寸前だったこと、他球団からトレードの申し入れがあり具体的な話も進んでいたことが、後任の監督となった岡田彰布によって後に明かされている。当時育成選手制度の導入前で、高卒入団から5年も猶予を与えてくれる球団はそう多くなかった。
2004年5月、肩の故障もあって二軍生活を送っていた頃、当時二軍投手コーチだった山口高志のアドバイスを受けフォームを改造し、高校の先輩でもある一軍投手コーチの中西清起の助言で中継ぎに転向した。このフォーム改造・ポジション転向によってシーズン後半には一軍に定着。31回を投げて、投球回数を上回る35三振を奪った。
2005年は背番号を22へ変更。この時「佐々木（主浩）さん、高津（臣吾）さんと同じ背番号で光栄です」と語っている。シーズンではセットアッパーに定着すると、ジェフ・ウィリアムス、久保田智之とともに勝利の方程式「JFK」を形成。6月14日から7月20日にかけてプロ野球記録となる17試合連続ホールドを記録し、6月には月間MVPを受賞。オールスターゲームのファン投票では中継ぎ投手部門1位で初出場を果たした。チームがリーグ優勝を決めた9月29日の対巨人戦では、当時のシーズン最多登板記録を更新する79試合目の登板を果たし、最終的に登板数を80まで伸ばした。また、同年53ホールドポイントで初タイトルとなる最優秀中継ぎ投手を獲得した。なお同年4月21日の対巨人戦（東京ドーム）では、阪神が大差でリードして迎えた7回裏二死満塁の場面で、通算500本塁打にあと1本としていた清原和博と対戦し、フルカウントからフォークボールを投じて清原を空振り三振に打ち取ったが、本拠地での通算500本塁打達成を逃した清原は試合後、藤川に喫した三振について、フルカウント二死満塁の場面でフォークを投げるような逃げ腰のピッチングは臆病な投手の判断という趣旨の罵倒を述べた。しかし、藤川は「あの一件のおかげで、僕はストレートにこだわるようになった。自分を常に磨かないといけないと思うようになった」とこれに発奮し、6月25日に再び清原と対戦した際、今度はストレートで三振を奪った。これに清原は「完敗。僕が20年間見てきた中で、最高のストレートです」と藤川を絶賛した。引退後の2021年、自身のYouTubeチャンネルで清原と対談し前述の清原の発言がきっかけで「組織として飲まれていた自分がいる。自分はどうあるべきか、野球選手として」考えるようになったと回想している。千葉ロッテマリーンズとの日本シリーズでは第3戦で登板したが、橋本将に適時二塁打を打たれて降板。チームも大敗を喫した。翌日の第4戦も敗れ、4連敗でシリーズを終えた。
2006年は開幕前の3月に開催された第1回WBCの日本代表に選出された。背番号は、同じ「22」を着ける里崎智也に配慮して24を選んだ。アメリカ戦ではアレックス・ロドリゲスのバットを直球でへし折った。

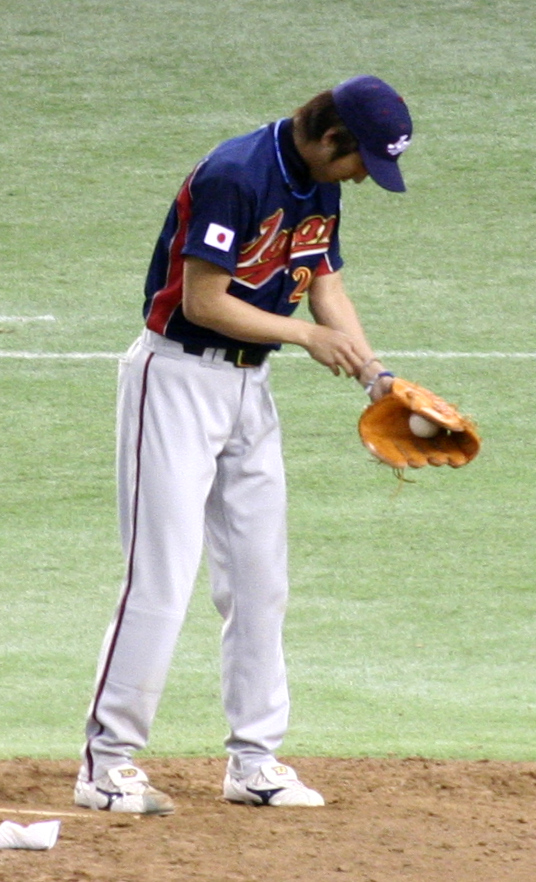
第1回WBC日本代表の藤川
（2006年3月4日、東京ドームにて）

シーズンに入ると前年同様に中継ぎでスタートしたが、6月に抑えの久保田が怪我で離脱したことに伴い、抑えに定着。7月4日の対横浜ベイスターズ戦で35試合連続無失点となり、豊田清が持っていた日本記録を更新。7月11日には小山正明が持つ47イニング連続無失点の球団記録を更新したが、翌7月12日の対広島戦で失点し、連続無失点試合数は38, 連続イニング無失点記録は47回2/3で途切れた。7月21日のオールスターゲーム第1戦では登板前に「野球漫画のような世界を創りたい」と話し、先頭打者のアレックス・カブレラへの投球前に、全球ストレートを予告し、1回もバットに当てさせず空振り三振に取り、続く小笠原道大に対しても全て直球を投じて空振り三振に打ち取った。7月23日の第2戦では、同年からオリックス・バファローズに移籍した清原と再び対決。全て直球で空振り三振に取り、清原は「参った、火の玉や」とコメントした。なお同年は中日ドラゴンズと優勝を争う状況だった阪神だが、7月30日の対ヤクルト戦で藤川に初めて延長3イニングを投じさせるほど決定打を欠いて引き分ける戦いぶりに象徴される様に、オールスター終了後の7月下旬以降なかなか勝てず、堅実に勝ち星を積み重ねる中日に8月下旬には9ゲーム差まで差を広げられた。そんな中、8月12日より登録抹消されていた藤川は8月27日の対巨人戦で復帰後初登板して勝利投手となりお立ち台に立つと、マスメディアからの批判やファンの野次に対して「選手も必死でやっているということを分かって下さい」と号泣しながらコメントした。結局チームは優勝を逃したが、藤川自身は2年連続で最優秀中継ぎ投手のタイトルを獲得した。
2007年は開幕から抑えとして安定した投球を見せた。7月20日のオールスターゲーム第1戦ではセ・リーグから登板した9人の投手のうち最後に登場し、「僕の変化球なんか誰も見たくないでしょ？」と全て直球勝負で2三振を奪い、試合を締めた。9月7日の対巨人戦ではリリーフ投手として史上初の3年連続100奪三振を達成。シーズン終盤にはセ・リーグ記録となる10試合連続登板を果たし2勝7セーブ、防御率1.80でチームは10連勝した。10月3日のチーム最終戦で日本タイ記録（岩瀬仁紀と並ぶ、右投手としては新記録）となる46セーブ目を挙げ、初の最多セーブ投手を獲得。オフには球団にポスティングシステムの行使を申請し、「自分の気持ちにウソをついたまま来年プレーするのがイヤだった」としてMLB挑戦を希望していることを表明したが、ポスティング行使は球団に拒否された。
2008年は、5月4日の対中日戦で李炳圭にサヨナラ本塁打を打たれるなどの苦難がありながらも、オールスターゲーム前までに30セーブを挙げ、オールスター直後の北京オリンピック野球日本代表に選ばれ、星野仙一監督の構想した7・8・9回を担当する「トリプル抑え」の一角として指名された。五輪では準決勝の対韓国戦で2対1とリードした7回から登板したが、同点打を打たれて降板。帰国後は同点時や大差のリード時などのセーブのつかない場面や、2イニングのロングリリーフなど、起用法は過酷になったが終始安定した投球で応え、9月25日の対横浜戦で通算100セーブを達成。しかし、中日とのクライマックスシリーズファーストステージでは、1勝1敗で迎えた3試合目で9回にタイロン・ウッズに決勝打を打たれてチームは敗退。オフには年俸4億円で契約を更改し「メジャー挑戦の思いは持ち続けるが、阪神に入って10年。酸いも甘いも知った。来年はもう1回、阪神で巨人を倒したいという気持ちが強い」と語った。
2009年は開幕前の3月に開催された第2回WBCの日本代表に選出され、2大会連続2度目の選出を果たした。背番号22をつけ、1次予選・2次予選の4試合に登板して防御率0.00と結果を残した。しかし、直球が走らずにたびたび走者を出すなど内容が不安定だったことから、準決勝と決勝ではダルビッシュ有が抑えを務め、自身は登板なしに終わった。この際、抑えの経験がないダルビッシュに気構えや調整方法などについて助言した。大会終了後、この起用法に不満があるとして日本代表からの引退を示唆したと報道されたが、後日自身の公式サイト内のブログで「悔いが残るとか、準決勝・決勝と連投して胴上げ投手になりたいという発言は一切していない」「代表を引退するとも言っていない」と報道を完全否定した。
シーズンでは5月途中の時点で早くも3敗を喫するなど不調にあえぎ、前年までと比較して登板数が大きく減少したが、6月以降は負けなしの5勝3敗25セーブでシーズンを終え、3年連続20セーブを達成した。この年のオフも「あえてしゃべらなくても、やることは同じ。どんな状況でも全力で前を向いてトライしていかないといけない。ポスティングは交渉の中で伝えていこうと思う。球団の了承がない限りメジャーに行けない」として、この年のオフもメジャー挑戦のためポスティングシステムの行使を球団に申請したが、「やすやすとは出したくない。ビジネス以前の問題」として拒否された。
2010年は開幕から16試合連続無失点を記録し、例年以上の好調ぶりを見せた。この年は他の中継ぎ投手の不調でセットアッパーが固定できず、交流戦と夏場を中心にセットアッパーのポジションも兼任することとなった。結果として例年よりイニングをまたぐ登板が増え、1イニング以上の登板した試合はシーズン全体で12試合にも及んだ。4月13日、東京ドームでの対巨人戦で、山本和行を抜き通算セーブ数の球団記録を達成した。ファン投票（セ・リーグ抑え部門1位）で6年連続のオールスターゲームに選出され、第1戦の9回に登板し、里崎智也・片岡易之・中島裕之を迎えて投じた16球全て直球で、三者連続三振に仕留めた。9月5日の対広島戦で通算150セーブを達成。9月に入ると久保田の復調でイニングまたぎ登板は減ったが、制球が定まらず9月だけで2本の逆転本塁打を打たれたり、それ以外でもピンチを招く場面がたびたびあった。この年の被本塁打はプロ入り後ワーストの7本を数え、防御率・WHIPはそれぞれ2.01と1.08で、いずれも一軍に定着した2005年以降では最低の数字であった。
2011年も抑えとして活躍。前半戦は26試合に登板して防御率0.76を記録し、前年に続いてファン投票（セ・リーグ抑え部門1位）で7年連続のオールスターゲームに選出され、第1戦では2007年同様にセ・リーグから登板した9人の投手のうち最後に登場して試合を締めた。8月25日の対巨人戦で同点の場面で登板し3者連続三振で1回を抑え、この登板で通算100ホールドを記録。史上初めて通算100ホールド・100セーブの両方を達成した投手となった。10月21日の対横浜戦で4年ぶりの40セーブに達し、最終的に41セーブを挙げて二度目の最多セーブ投手を獲得した。なお、シーズン中に三度、東京ドームでサヨナラ打を打たれている（實松一成・古城茂幸・藤村大介）。オフにはこの年取得した国内FA権を行使せず残留。契約更改の交渉で球団から2000万アップの年俸4億2000万円を提示されたが、優勝を逃したことを理由に固辞し、翌年の海外FA権取得を見据えて単年契約の4億＋出来高払いで更改した。
2012年は、この年からチームがキャプテン制度を導入したのに伴い、野手キャプテンの鳥谷敬と並んで投手キャプテンに指名された。横浜DeNAベイスターズとの開幕戦こそ救援失敗したが、この年も抑えとして活躍。4月11日の対広島戦で通算200セーブを達成した。オフには海外FA権を行使し、「2007年のオフに初めてお話しさせていただいた、メジャーリーグへの思いはずっと抱き続けておりました。今年に入ってからはすべての可能性を考え、熟慮した末、やはり、長年の目標に挑戦したい気持ちは強く、考えが変わることはありませんでした」として、アーン・テレムと団野村を代理人としてMLB挑戦を表明した。

### カブス時代
2012年12月2日に、シカゴ・カブスと2年総額年俸950万ドル＋出来高（3年目は年俸550万ドルの球団オプション。交代完了が一定数以上の場合は年俸600万ドルで自動更新）で契約合意。背番号は11となった。入団会見では「すべてが挑戦。しっかりと結果を出すために努力を重ねたい」と語った。

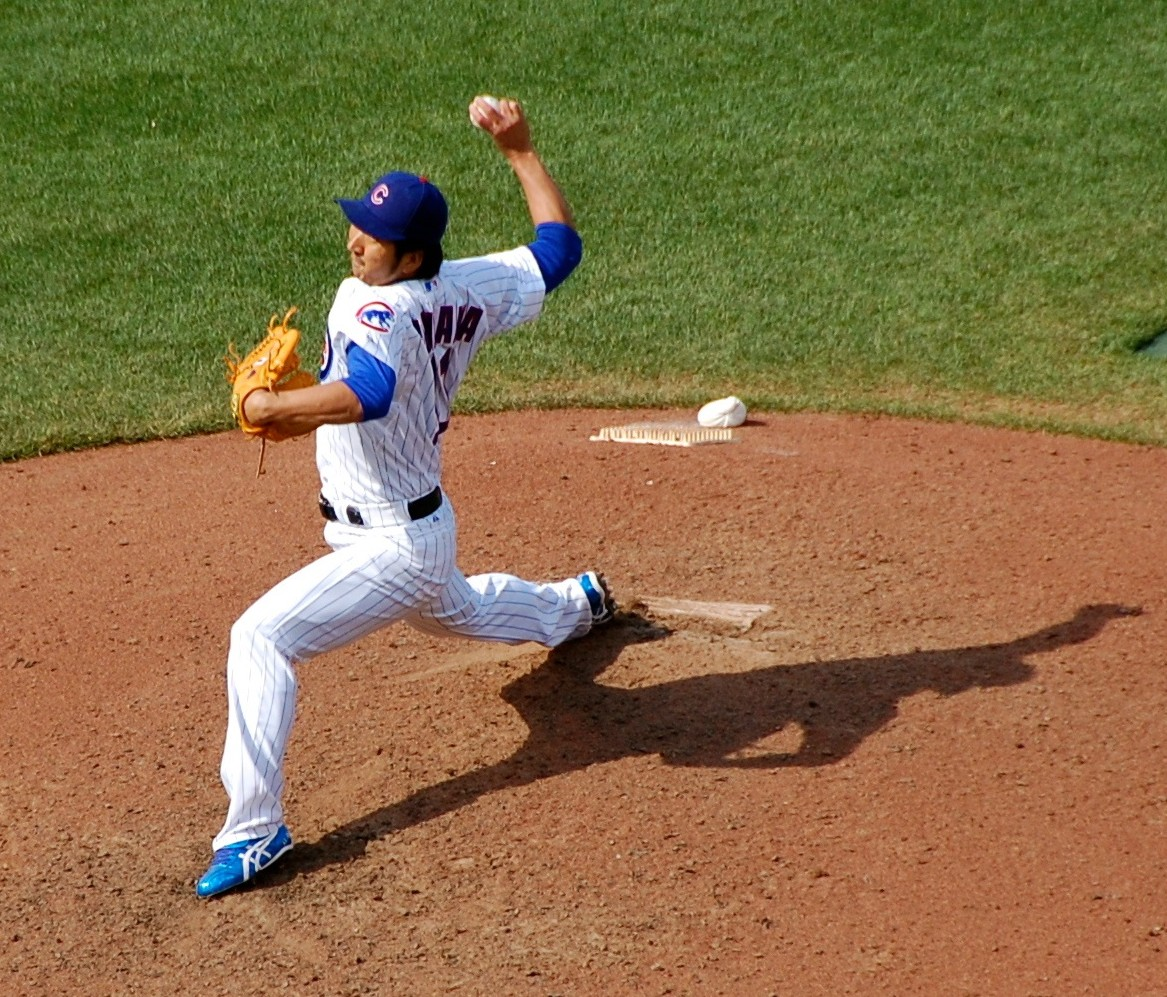
シカゴ・カブス時代
（2013年5月17日）

2013年、渡米前に東京国際空港で「向こうで（現役の）最後までやるつもりでやってくる」と語った。開幕戦となった4月1日の対ピッツバーグ・パイレーツ戦の9回二死の場面でメジャー初登板し、2球でメジャー初セーブを挙げた。4月7日には不振のカルロス・マーモルに代わりクローザーとして起用されることが発表された。4月12日の対サンフランシスコ・ジャイアンツ戦では2点リードの場面で登板し、3安打1死球1暴投の3失点で逆転を許したものの、その裏に味方が逆転したためメジャー初勝利を挙げた。しかし、13日に右前腕部の張りで故障者リスト入り。5月10日の対ワシントン・ナショナルズ戦で復帰し、復帰後は7試合の登板で防御率1.17・WHIP 0.55と好投を続けていたが、5月26日の対シンシナティ・レッズ戦で右前腕部の張りを再発させ降板した。トミー・ジョン手術を受けることが5月29日に球団から発表され、6月11日に手術を受けてシーズンを終えた。
2014年3月30日に前年の手術の影響で、15日間の故障者リスト入りし、5月3日に60日間の故障者リストへ異動した。7月16日にリハビリのためA級ケーンカウンティ・クーガーズに異動。8月6日に故障者リストから復帰した。オフにFAとなった。

### レンジャーズ時代
2014年12月16日に年俸100万ドル＋出来高の1年契約（翌年の契約は年俸200万ドル＋出来高の球団オプション）でテキサス・レンジャーズと契約。背番号は21。

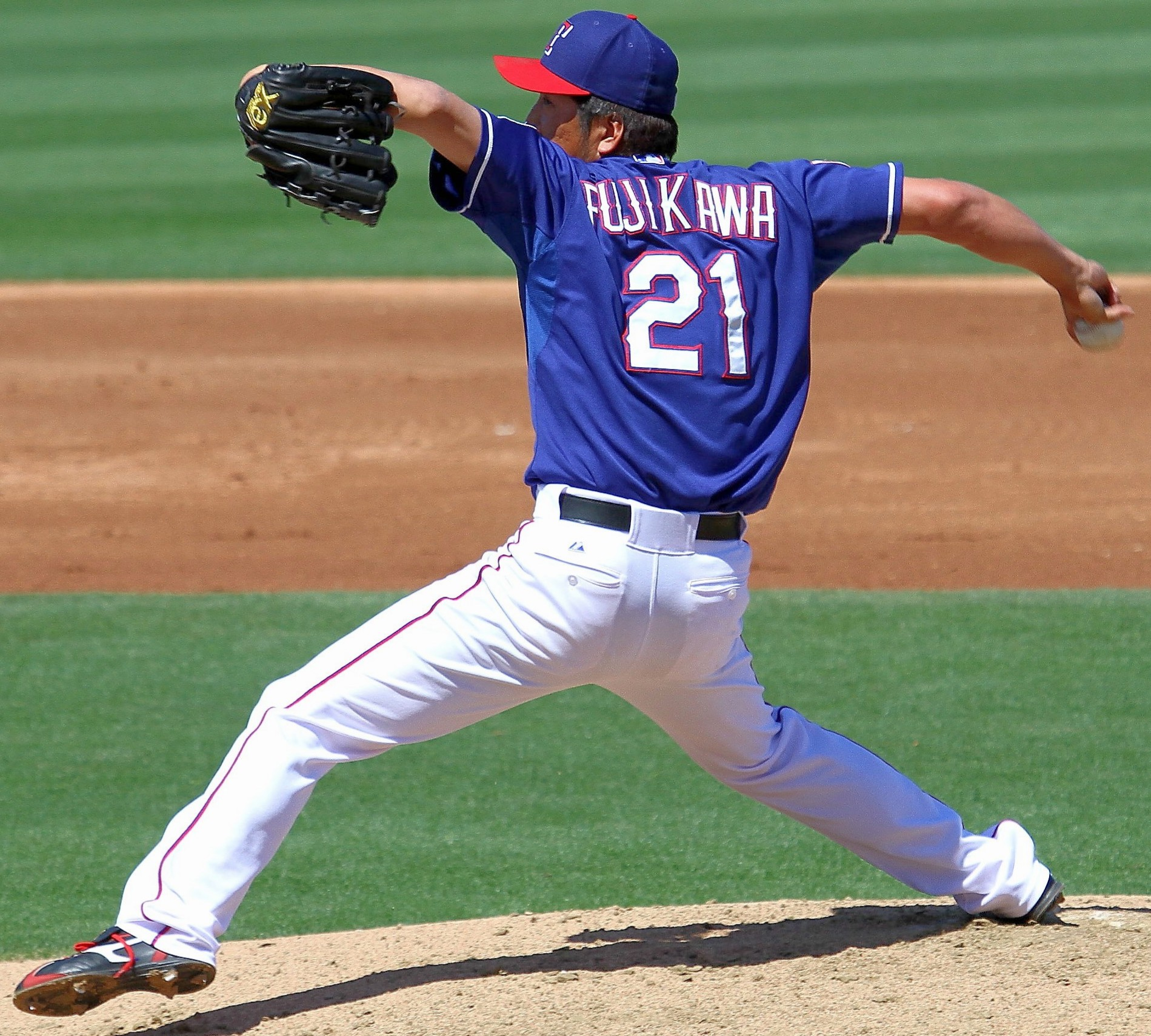
テキサス・レンジャーズ時代
（2015年3月28日）

2015年は右脚付け根の張りで故障者リスト入りして開幕を迎えた。5月14日に復帰し移籍後初登板。しかし2試合の登板で3失点を喫したのち17日にDFAとなって40人枠から外れ、22日に自由契約となった。

### 四国IL・高知時代
レンジャーズを自由契約となった後、古巣・阪神が先発投手として獲得を調査していることが明らかになり、一部では「阪神復帰が決定的」とも報じられた。しかし、「地元の子どもたちに夢を与えたい」との思いから出身地である高知で野球人生を再スタートすることを決意し、阪神からのオファーを拒否して四国アイランドリーグplus・高知ファイティングドッグスへの入団を決めた。これには、かつての藤川のチームメイトであり、当時阪神球団の駐米スカウトを務めていたジェフ・ウィリアムスおよびアンディ・シーツ両名からのシビアな報告に球団側が及び腰になっていたことが背景にある、と報じるメディアもあった。
6月8日に高知市内で開かれた入団記者会見では、登板する試合ごとに高知と契約を結ぶ形となり、藤川自身は無報酬であること、また登板試合のチケット売上から10%を児童養護施設に寄付することを発表する一方、オファーがあればNPBに復帰する可能性についても否定しなかった。高知と藤川との間に契約文書はなく、試合外での行動については球団ではなく藤川の所属するエイベックス・スポーツが管理する異例の形であった。背番号は11。
6月20日に高知市野球場で行われた香川オリーブガイナーズ・徳島インディゴソックス連合チームとのオープン戦に先発し、4回を1失点という内容であった。2015年シーズンのNPB復帰期限だった7月31日までにオープン戦3試合に登板したが、NPB球団との契約には至らなかった。これに伴い、高知球団は8月4日に藤川と後期シーズン（ポストシーズンを含む最終戦まで）の契約を締結した。ただし引き続き報酬は受け取らない条件で、以前同様常時チームには帯同しないと報じられている。8月6日の対徳島戦に先発し、リーグ公式戦に初登板したが、先頭打者への5球目の投球が頭部に接触したため「危険球」として退場処分になった。翌8月7日の対愛媛戦で、チームが6-2とリードした5回から登板し、5イニングを無失点・12奪三振の内容で、アイランドリーグ公式戦で初勝利を挙げた。地元の高知で開かれた9月7日の対香川戦では、先発投手として登板すると被安打3の完封で2勝目を記録。公式戦での完封勝利は、阪神の投手としてウエスタン・リーグ公式戦で2完封勝利を挙げた2000年以来15年ぶりであった。
球団では9月10日に、藤川との契約を2015年シーズン限りで終了することを発表。当初は、最終登板として同月16日の対徳島戦での先発を予定していた。しかし、発表直後に左足首を痛めたため登板を回避。同カードおよび、チームのシーズン最終戦（同月17日の対香川戦）ではベンチに入ったものの、登板機会のないままシーズンを終えた。
在籍中には、阪神を含め複数のNPB球団が藤川の投球を視察。高知との契約期間満了直後には、中日とヤクルトが藤川の獲得を視野に調査を進めていることが報じられた。

### 阪神復帰
その一方で、阪神では渡米前のチームメイトだった金本知憲が2015年オフに一軍監督へ就任。金本は監督就任の直後に藤川へ接触するとともに、直接オファーを打診した。ヤクルトも水面下で藤川の獲得を目指していたが、条件面で折り合いが付かなかったことから、藤川は阪神への復帰を決断。11月14日には、阪神との入団契約で合意に達したことが球団から発表された。契約期間は2年で、期間中の年俸総額は推定4億円。同月24日には、球団と正式に契約を結んだ後に、入団記者会見で背番号18の付いたユニフォーム姿を披露した。
阪神は藤川の復帰が決まった時点で、2014年から藤川の渡米前の背番号22を着用していたクローザー・呉昇桓の残留を前提に、藤川を先発として起用することを構想。当時一軍の投手コーチだった香田勲男も、藤川に対して先発としての調整を求めた。金本は藤川の役割について、「先発の準備をしておけば途中から中継ぎにいける（転向できる）。中継ぎの準備しかしていなかったら、先発（への転向）はしんどい」と説明している。
もっとも阪神球団は、2015年12月に呉との残留交渉が決裂（詳しい経緯は呉昇桓を参照）。藤川はこの時点で、先発以外の役割も担う姿勢を示していた。球団は後にマルコス・マテオや、カブス時代のチームメイトであったラファエル・ドリスを後任のクローザー候補として獲得している。
2016年には、先発投手としての調整を春季キャンプ以降も継続。オープン戦である3月6日の対巨人戦（甲子園）でNPB復帰後初登板を果たすと、先発でチーム最多の2勝を挙げた。公式戦では、中日との開幕カード第3戦（3月27日・京セラドーム大阪）で、先発投手としてNPB復帰後初の公式戦登板。4月3日の対DeNA戦（横浜）にも先発すると、6回を2被安打無失点という好投で、NPB復帰後初勝利を挙げた。また、NPBでは2003年9月19日の対巨人戦（東京ドーム）以来、自身4580日ぶりの先発勝利であった。しかし、14年ぶりの甲子園での先発登板となった4月10日の対広島戦で、自己ワーストの7失点と復帰後初黒星を記録。結局、5試合の先発登板で1勝2敗、防御率6.12と振るわなかったため、5月中旬から再び救援投手に転向。同月18日の対中日戦（甲子園）では、本来のクローザーであるマテオやセットアッパーのドリスが体調不良でベンチ登録を外れたことから、1点リードの9回表に復帰後初めてクローザーとして登板。NPBでは2012年9月15日の対巨人戦（東京ドーム）以来のセーブを挙げた。さらに、ドリスが登録を抹消された4月19日の対中日戦（甲子園）でも、同点で迎えた9回表に登板。復帰後初の連投であったが、チームが9回裏にサヨナラ勝ちを収めたことによって、復帰後初の救援勝利を記録した。7月26日の対ヤクルト戦（甲子園）では、8回表に登板すると、大引啓次からの三振によってNPB/MLB通算1000奪三振を達成した。なお、救援投手としては38試合に登板。チーム事情に応じてセットアッパーやクローザーを担いながら、甲子園で16登板試合連続無失点を記録したほか、4救援勝利（4敗）、3セーブ、10ホールド、救援防御率3.58という成績でシーズンを終えた。
2017年には、背番号を復帰前の22へ戻すとともに、セットアッパーとしてレギュラーシーズンをスタート。4月6日の対ヤクルト戦（京セラドーム大阪）では、延長10回表からの救援登板で2イニングを無失点に抑えると、原口文仁のサヨナラ本塁打によってシーズン初勝利を挙げた。また、この救援勝利によってNPB公式戦での通算HPが155に達し、ウィリアムスの持つ球団記録（154HP）を更新した。同月中旬以降は桑原謙太朗がセットアッパーに定着したことなどから、点差の開いた展開やビハインドの局面での登板機会が増加。この年のセ・パ交流戦最初の試合であった5月30日の対ロッテ戦（ZOZOマリンスタジアム）では、8点リードの9回裏に登板すると、先頭打者・角中勝也の見逃し三振によってNPB史上146人目のNPB一軍公式戦通算1000奪三振を達成。所要イニングは771回2/3で、野茂英雄による従来の最短記録（871回）を大きく下回った。レギュラーシーズンでは、一軍公式戦52試合の登板で、3勝無敗、6ホールドを記録。前述した起用法の影響で2004年以来13年ぶりにセーブを記録できなかったものの、防御率は2.22で、WHIPも前年から大幅に向上した。
2018年には、レギュラーシーズンの開幕から、主に中継ぎで登板。セ・パ交流戦の期間中からは、一軍の救援陣で戦線離脱者が相次いでいたことを背景に、セットアッパーやクローザーも務めた。6月16日の対楽天戦（楽天生命パーク）では、1点リードの9回裏に急遽クローザーとして登板すると、無失点で凌いだ末に公式戦2年ぶりのセーブを記録した。7月21日の対DeNA戦（京セラ）7回表には、宮﨑敏郎から見逃しで三振を奪ったことによって、救援登板では球団史上初めてのNPB一軍公式戦通算1000（先発登板を含めれば1093）奪三振を記録。9月5日の対広島戦（マツダ）では、球団史上最多の一軍公式戦通算701試合登板を達成した。球団史上最長の14連戦が見込まれていた9月下旬に、右肘痛で戦線離脱を離脱。シーズン全体では、自責点が付かない場面での救援失敗も多く、「勝利の方程式」への再定着までには至らなかった。それでも、前年を上回る53試合に登板。150km/h台の球速を再び連発するようになったストレートを武器に、5勝3敗2セーブ21ホールド、防御率2.32という成績を残した。シーズン終了後の契約更改では、この年に二軍監督を務めた矢野が一軍監督へ就任したことを背景に、クローザーへの本格復帰に挑戦する意向を明かしている。
2019年には、オープン戦からコンディションが上がらないまま、中継ぎ陣の一角として開幕を迎えた。開幕後も不調で、4月6日の対広島戦（マツダ）で1イニング2本塁打を打たれるなど精彩を欠いたため、翌7日から自身の希望で二軍調整。その一方で、一軍へ再び昇格した4月27日の対中日戦（ナゴヤドーム）から6月11日の対福岡ソフトバンクホークス戦（ヤフオク!ドーム）まで18試合連続無失点を記録した。その間には、5月8日の対ヤクルト戦（神宮）で通算142ホールドの球団記録を記録。6月11日の対ソフトバンク戦で通算のホールド数が150に達したことによって、「同一投手による150セーブ・150ホールド」というNPB史上初の記録を樹立した。オールスターゲームにも、セ・リーグの監督推薦選手として7年ぶりに出場。甲子園での第2戦（7月13日）で9回表から登板すると、オール直球で三者凡退に抑えた。ヤンガービス・ソラーテ内野手が入団した7月には、当時不調だったドリスが外国人枠との兼ね合いで登録を抹消された26日からクローザーに再転向。当初はドリスが一軍へ復帰するまでの暫定措置だったが、実際には転向後に好投を続けたため、ドリスの復帰後もシーズン終了までクローザーを務めたほか、8月31日の対巨人戦（甲子園）で通算235セーブ（当時のNPB現役投手最多記録）を達成した。レギュラーシーズン全体では、4勝1敗16セーブ23ホールド、防御率1.77、セーブ率100%、奪三振率13.34という好成績で、シーズン最終盤の6連勝とCS進出に貢献。また、（カブス時代の2セーブを含めた）通算のセーブ数が243にまで達したことによって、名球会入りの基準の1つである「（MLBを含めた）公式戦通算250セーブ」のクリアを射程圏内に収めた。CSでも、DeNAとのファーストステージ、巨人とのファイナルステージに2試合ずつ登板すると、いずれも無失点で凌いだ。

#### 引退表明
2019年4月の登録抹消中に、現役からの引退を球団に申し出た。この年には、球団がシーズン中に態度を保留。藤川自身も一軍への復帰後に抑えに返り咲いたことから、シーズン終了後（12月10日）の契約交渉で、球団側と話し合った末に翌年も現役生活を続けることを決めた。その際に、推定年俸2億円（前年から6000万円増）という条件で契約を更改。契約期間は1年で、更改後の記者会見でも、「2年以上現役を続ける気はもうないので、単年で契約を結んだ」と明言している。
2020年には、ドリスの退団（MLBのトロント・ブルージェイズへの移籍）などを背景にクローザーの役割を担うことが想定されていたが、実際には前年に続いてオープン戦から調子が上がらなかった。レギュラーシーズンの開幕後は、2セーブを挙げた一方で救援の失敗が相次いだため、右上肢のコンディション不良を理由に2度にわたって登録を抹消。2度目の抹消中に、この年限りで現役を引退する意向を改めて球団に申し入れた。球団はこの申し入れを受諾した上で、8月31日に藤川の引退を発表。発表の際には、前年の引退の申し出から現役続行までの経緯に加えて、藤川から「右肩のコンディションが手術を要するほどにまで悪化している」との報告を受けていることが初めて明らかにされた。「（年頭からの新型コロナウイルス感染拡大に伴う影響で）球場に5,000人までしか観客を入れられない状況が続いているので、自分からもできるだけ早く発表したい」という意向に沿って、チームがシーズンを折り返した9月1日に引退記者会見を開催。27歳頃から引退を意識していたことを明かしたうえで、引退を決断した理由に「1年間にわたって身体のコンディションを整えることが難しくなったので『プロとして失格』（と悟ったこと）」を挙げた。また、通算250セーブの達成に固執しない姿勢を示しながらも、「阪神へ入団する時に『3回優勝する』と言っていた（前述）にもかかわらず、22年目のシーズンでまだ2回しか経験できていない。今年は3回目のチャンスが来ているので、もう一発頑張りたい」という表現で後半戦の一軍復帰を誓った。10月15日に一軍昇格。11月10日の巨人戦（甲子園）が引退試合となり、自身は4点ビハインドの9回表に登板。先頭の坂本勇人、続く中島宏之を連続で空振り三振に打ち取ると、最後は重信慎之介を二飛に打ち取って降板。全球ストレート勝負で有終の美を飾った。試合後は引退セレモニーが行われ、ファンや関係者に感謝の言葉を伝えた。

### 引退後
引退直後にYouTubeチャンネルを開設し、YouTuberとしての活動を開始した。
2021年から、NHKの野球解説者、スポーツ報知の野球評論家を務め、在阪民放局の野球中継にもゲスト解説者として出演した。その傍ら、阪神の球団本部付「Special Assistant（SA、特別補佐）」に就任することが発表された。チーム運営、選手、スタッフへのサポートの他、少年野球や女子野球へのサポートも含めた幅広く活動するとしている。また、日本プロ野球名球会の入会条件（投手は200勝・あるいは250セーブ）を達成してはいないが、名球会の入会規定に相当する記録保持者として理事会にて推薦を受け、会員の4分の3以上の賛成を得たため、2022年12月9日に特例枠で名球会入りを果たした。2024年には、ドミニカ共和国で行われた阪神の入団テストに帯同し、スカウトを行った。

### 阪神監督時代
2024年10月14日に以前より退任が報じられていた岡田彰布の後を受け、阪神の一軍監督に就任することが球団から正式に発表された。そして同日には自身の去就について直接触れていないものの、YouTube・X（旧Twitter）・Instagramと全SNSアカウントの更新停止を報告している。翌15日に就任会見が開かれた。背番号は阪神での現役時代にも身に着けた22。

## 表記名について
阪神時代には、2010年に同姓の藤川俊介が入団。本来なら区別のためスコアボードなどの表記が「藤川球」となるところであったが、本人の希望を理由に、表記は「藤川」のままにすることが2010年1月22日の契約合意時に決定された。そのため、2010年シーズンは藤川球児が「藤川」、藤川俊介が「藤川俊」として区別されていたが、報道では「藤川球」または「球児」と表記されることが多かった。なお、藤川俊介が登録名を「俊介」に変更した2011年からは、登録名・報道での表記とも「藤川」に統一された。
兄：順一と同時に出場した高知商業高校時代の1997年夏の甲子園大会では、甲子園球場のスコアボードで「藤川球」（兄は「藤川順」）という表記を使用していた。

## 選手としての特徴

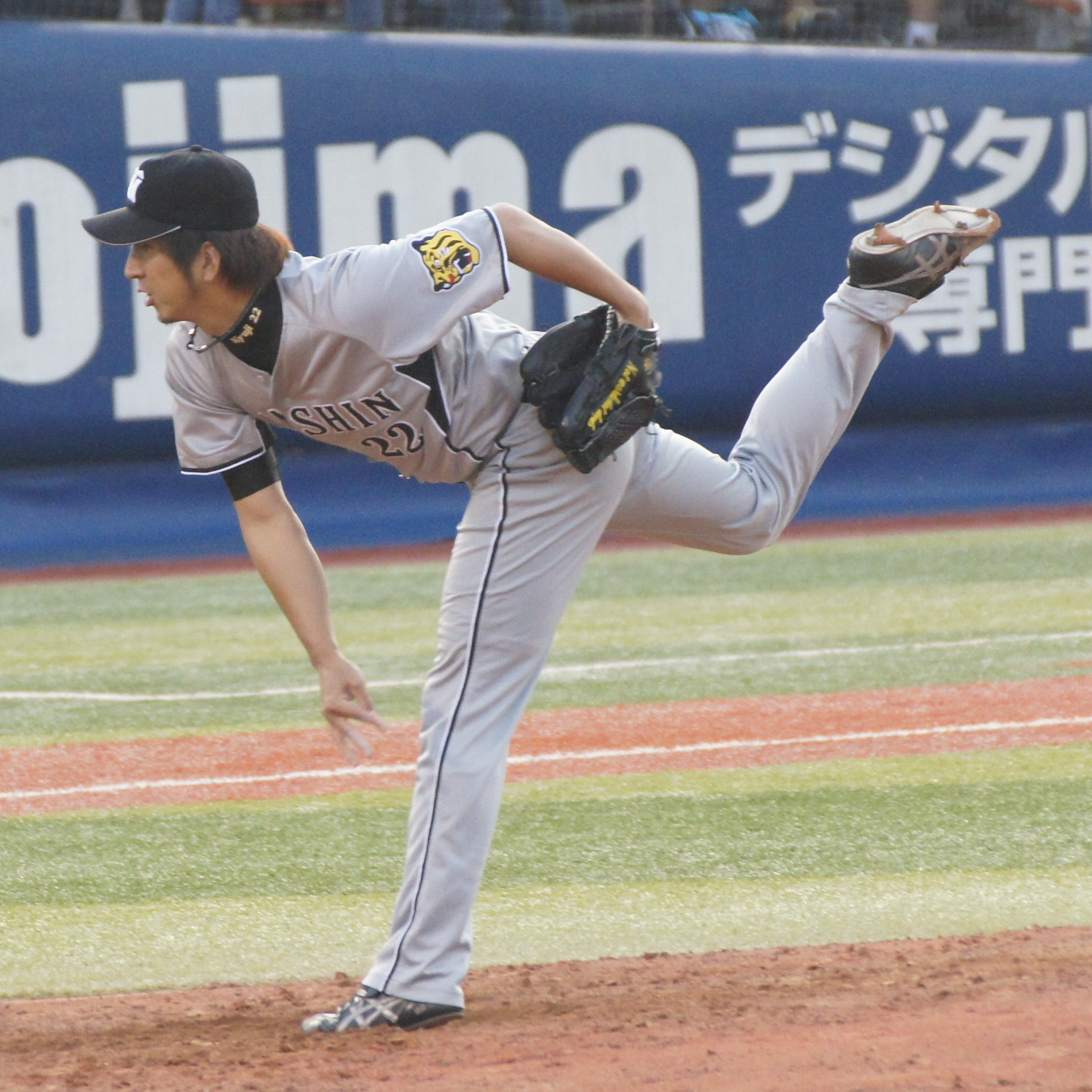
投球する藤川
（2011年10月9日、横浜スタジアムにて）

オーバースローの投球フォームで、全盛期には平均球速約149km/h、最速156km/hを記録していたストレートを最大の武器とし、変化球はフォーク、カーブ、スライダーを操った。
ストレートは打者の手元で浮き上がるように「伸びる」のが特徴であり、その球筋・球威から「火の玉ストレート」と称された。ストレートを投じる際は、人差し指と中指を揃え完全に密着させた独特の握りで、リリース時にはピンポン玉のように浮かび上がらせることを意識しボールを潰すような感覚で投げる。また、できるだけ前でボールをリリースするために、投手板から踏み込んだ左足までが7足分という広いストライドを作る。さらにタイミングをずらすために、打者の振り出してくるタイミングとキャッチャーミットにボールが届くまでの時間を体で感じながら、体の開きや腕の振り、リリースポイントを微妙に変えるという。
清原和博は藤川のストレートを「20年見た中でナンバーワン（のストレート）。火の玉や」と称賛しており、2006年のWBCで藤川との対戦経験を持つアレックス・ロドリゲスは「あんなストレートは見たことがない。下から上がってくるんだぜ」と証言している。捕手として藤川のストレートを受けることが多かった矢野燿大は、後述する「プロ野球は死なず―ストレートという名の魔球」の特集内で「大袈裟に言うと『魔球』に近い。プロの選手が真っすぐを待っているにもかかわらず、その真っすぐで空振りを取れる。そんな投手は今のプロ野球界にはいない。間違いなくナンバーワンのストレート」と評している。
アレックス・ラミレスとの対戦成績は、通算49打数17安打で打率.347と分が悪かった。ただし、ラミレスは対戦したクローザーの中でベストの投手と発言している。
NPBにおいて主戦リリーフ投手として活躍した2005年から2012年までの期間は、通算奪三振率12.81という高い値を記録。2010年まではストレートでの空振り率約30%（リーグ平均約8%）を記録していた。しかし、2011年に平均球速が約147km/hまで落ち、その影響から空振り率が20パーセント弱にまで下落。トミー・ジョン手術から復帰した2014年には平均球速90.6 mph（約145 km/h）とさらに微減した。このようにストレートの平均球速などについては年々減少傾向にあった一方で、毎年投球回を上回る奪三振数を記録。2011年は変化球を多用することで特にフォークでの空振りを増やし奪三振率12.59と高い数字を保った他、2018年には40試合以上に登板したセ・リーグ救援投手の中でトップの被打率.159を記録するなど、高い投球術を誇るリリーバーとして長く活躍した。高知へ入団してから阪神への復帰直後までの先発再転向時代はスライダーやカーブなども多用していた。
阪神復帰後の2016年には通算投球回数767回1/3でNPB/MLB通算1000奪三振を達成。2017年には通算投球回数771回2/3でNPB通算1000奪三振を、NPB在籍期間での1000奪三振達成者における野茂英雄の最速記録（871投球回）を大幅に上回るペースで達成した。
藤川は抑え投手として三振やフライでアウトを取ることにこだわっているが、これは野手の守備力という外的要素を排除したいが故の考えであり、その考えの根底には、MLBで主流のFIPの存在がある。

## ストレートに関する調査

### 日刊スポーツによる調査
『日刊スポーツ』大阪版が独自にスピードガンで計測した2006年のオールスター第2戦でのマーク・クルーンと藤川のストレートの比較では、初速と終速の差はクルーンがおおむね10km/h前後で藤川はおおむね13km/h前後だった。藤川とクルーンのリリースポイントを調べると、藤川の方が10cm前だった。藤川は身長184cm（当時）でクルーンは188cmと大きな差はないが、ABCラジオでのアナウンサーの取材によると、平均的な投手は踏み出す足をプレートから6足半の場所に置くが、藤川は7足目であった。

### 姫野龍太郎による調査
2006年11月23日に放送されたテレビ朝日の『報道ステーション』の番組内での特集「プロ野球は死なず―ストレートという名の魔球」では、ボールに回転を過剰にかけることによりマグヌス効果を発生させ、進行方向に対して垂直上向きの揚力を発生させることにより一般の選手よりもボールの落下を減らし、打者にボールの下を空振りさせているのではないかという仮説が提唱された。数値流体力学者の姫野龍太郎による調査の結果、あるプロ野球選手15人のストレートの回転数の平均値が1秒間に37回転（2220rpm）であるのに対し、藤川のストレートは1秒間に45回転（2700rpm）していることが判明。また、一般的な投手が投げるボールの回転軸の傾きは水平軸に対して約30度であるのに対し、クルーンと松坂大輔は約10度であった。しかし、藤川の場合その二人よりもさらに傾きが少ない約5度だったため、より効率的にボールに揚力が発生していると考察された。

## 人物
父が草野球でノーヒットノーランを達成した翌日に生まれたため、奇縁から「球児」と名付けられた。
斎藤雅樹の大ファン。「野球を始めたきっかけの人。あの人がいなかったら野球をやっていなかった」と語り、グラブとマジックを持ってサインをもらいにいったことがある。
高知市立小高坂小学校・高知市立城北中学校出身で、広末涼子とは中学時代の同級生。阪神入団時には「自分のことのようにうれしく思っています」とコメントされ、激励の手紙も受け取っている。また、元大洋・元中日の中山裕章とは出身中学・高校が同じである。
中学3年生だった1995年9月10日には鏡川（高知市上町四丁目）に転落した男性の救助活動をしたことで、同級生3人とともに高知警察署から感謝状を受けた。阪神時代の2005年10月、その際に高知署交通課長として藤川たちに感謝状を手渡した警察官の男性（取材当時は高知県警察本部総務課長）が『高知新聞』の取材に応じ、当時の藤川について「ひょろっと背の高い少年だった」と述べている。
もともと先発投手としてプロ入りしたものの、当初から「中盤以降に球威や制球力が大幅に落ちる」という傾向が見受けられていた。2004年に一軍監督へ就任した岡田彰布は、この傾向を踏まえて、先発で伸び悩んでいた藤川を救援要員へ転向させることを決断。当時の二軍投手コーチ・山口高志は、藤川に対して「上から投げ下ろすようにボールを叩き付ける感覚で投げろ」というアドバイスを送った。これを機に、下半身を使って、しなりを残しながらも右膝をあまり折らずにタメを作って投げ下ろすフォームに改造。軸足をうまく使う方法を身に付けたことで、球速が急激に増加した。ちなみに、NPBの一軍公式戦のみで1000奪三振を達成した投手としては、2017年5月時点でただ1人完投を経験していない。高知へ入団してから阪神への復帰直後までは、トミー・ジョン手術を受けた右肘への負担を軽減させるなどの目的で先発に再転向していた。
2005年2月27日に高知市営球場で行われたオープン戦、対オリックス2回戦に4回から2番手で登板した際、当時3歳の長男が迷子になっているとの場内アナウンスが流れた。2回を無失点に抑えた後、球場事務所へ向かったが、すでに親族が長男を引き取っていた。

## 登場曲について
- 「every little thing every precious thing」

阪神主催試合での登場テーマ曲は、夫人と結婚する前からの2人の思い出の曲である、LINDBERGの「every little thing every precious thing」だった。この曲が流れると、スタンドでは多くの阪神ファンがメガホンを曲に合わせて左右に振りながら歌っている光景が見られた。サンテレビ野球解説者の中田良弘は「（他の選手がアップテンポな曲を使う中）藤川投手は可愛らしい曲を選びますね」とコメントした。なお、2007年には藤川と同郷であるスーパーバンドの「笑顔のゆくえ」が併用されることになったが、こちらは結局一度も使われなかった。
2007年3月14日に読売テレビ系『HEROたちの音色』（同年4月1日放送）の企画で、LINDBERGのボーカル渡瀬マキと甲子園で初対面し対談。それによれば、藤川は観客やファンにどうしたら自分を表現できるかをずっと考え、そのために夫人が大好きな曲で、自身も歌詞と歌声に感激したため登板する際のテーマ曲に決めたという。ブルペンから出て行く時、曲が始まってから出るタイミングを決めており、歌詞の一部分で一瞬に気力を高めるという。これを聞いて感激した渡瀬に、藤川は同年使っていた『気力一瞬』の刺繍が入った自身のグラブをプレゼントした。同年8月1日には、藤川が甲子園球場のマウンドで投げている姿の写真をジャケットに使った再発盤シングルを発売。初週で3629枚を売り上げるとともに、オリコンCDシングルウィークリーチャートで初登場38位を記録した。2016年の阪神復帰後も、ファンの意向を受けて、この曲を登場曲に使用している。2020年の引退セレモニーには渡瀬も駆けつけて花束を贈呈したほか、セレモニーで流された記念映像のナレーションも渡瀬が務めた。そして同曲が甲子園で使用された。
2019年から阪神で藤川のチームメイトになっている左投手のオネルキ・ガルシアは、藤川の引退記者会見の翌日（9月2日）に甲子園球場の対ヤクルト戦で先発することを予告されていたことから、藤川への敬意を込めて同日の試合の登場曲にこの曲を採用した。
- 「Don't leave me」

島田紳助が総合司会のクイズ番組『クイズ!ヘキサゴンII』で結成された里田まい with 合田家族の「Don't leave me」は藤川をイメージした曲で、藤川の許可なく作られたものであったが、この縁から2009年7月16日の阪神甲子園球場での対中日戦では、合田家族のメンバーである里田まい、神戸蘭子、misonoが始球式に登場した。

## 詳細情報

### 年度別投手成績
| 年 度     | 球 団     | 登 板 | 先 発 | 完 投 | 完 封 | 無 四 球 | 勝 利 | 敗 戦 | セ 丨 ブ | ホ 丨 ル ド | 勝 率 | 打 者 | 投 球 回 | 被 安 打 | 被 本 塁 打 | 与 四 球 | 敬 遠 | 与 死 球 | 奪 三 振 | 暴 投 | ボ 丨 ク | 失 点 | 自 責 点 | 防 御 率 | W H I P |
| --------- | --------- | ----- | ----- | ----- | ----- | -------- | ----- | ----- | -------- | ----------- | ----- | ----- | -------- | -------- | ----------- | -------- | ----- | -------- | -------- | ----- | -------- | ----- | -------- | -------- | ------- |
| 2000      | 阪神      | 19    | 0     | 0     | 0     | 0        | 0     | 0     | 0        | --          | ----  | 113   | 22.2     | 25       | 1           | 18       | 3     | 4        | 25       | 4     | 0        | 15    | 12       | 4.76     | 1.90    |
| 2002      | 阪神      | 12    | 12    | 0     | 0     | 0        | 1     | 5     | 0        | --          | .167  | 285   | 68.0     | 56       | 6           | 30       | 0     | 2        | 64       | 4     | 0        | 33    | 28       | 3.71     | 1.26    |
| 2003      | 阪神      | 17    | 2     | 0     | 0     | 0        | 1     | 1     | 0        | --          | .500  | 126   | 29.1     | 28       | 4           | 12       | 1     | 1        | 19       | 2     | 0        | 12    | 11       | 3.38     | 1.36    |
| 2004      | 阪神      | 26    | 0     | 0     | 0     | 0        | 2     | 0     | 0        | --          | 1.000 | 129   | 31.0     | 26       | 3           | 11       | 0     | 2        | 35       | 0     | 0        | 10    | 9        | 2.61     | 1.19    |
| 2005      | 阪神      | 80    | 0     | 0     | 0     | 0        | 7     | 1     | 1        | 46          | .875  | 349   | 92.1     | 57       | 5           | 20       | 1     | 1        | 139      | 5     | 0        | 20    | 14       | 1.36     | 0.83    |
| 2006      | 阪神      | 63    | 0     | 0     | 0     | 0        | 5     | 0     | 17       | 30          | 1.000 | 306   | 79.1     | 46       | 3           | 22       | 2     | 0        | 122      | 5     | 0        | 6     | 6        | 0.68     | 0.86    |
| 2007      | 阪神      | 71    | 0     | 0     | 0     | 0        | 5     | 5     | 46       | 6           | .500  | 313   | 83.0     | 50       | 2           | 18       | 4     | 1        | 115      | 2     | 0        | 15    | 15       | 1.63     | 0.82    |
| 2008      | 阪神      | 63    | 0     | 0     | 0     | 0        | 8     | 1     | 38       | 5           | .889  | 249   | 67.2     | 34       | 2           | 13       | 3     | 3        | 90       | 3     | 0        | 6     | 5        | 0.67     | 0.69    |
| 2009      | 阪神      | 49    | 0     | 0     | 0     | 0        | 5     | 3     | 25       | 3           | .625  | 217   | 57.2     | 32       | 4           | 15       | 2     | 1        | 86       | 0     | 0        | 9     | 8        | 1.25     | 0.82    |
| 2010      | 阪神      | 58    | 0     | 0     | 0     | 0        | 3     | 4     | 28       | 5           | .429  | 257   | 62.2     | 47       | 7           | 20       | 2     | 5        | 81       | 1     | 0        | 14    | 14       | 2.01     | 1.08    |
| 2011      | 阪神      | 56    | 0     | 0     | 0     | 0        | 3     | 3     | 41       | 5           | .500  | 193   | 51.0     | 25       | 2           | 13       | 1     | 1        | 80       | 3     | 0        | 9     | 7        | 1.24     | 0.75    |
| 2012      | 阪神      | 48    | 0     | 0     | 0     | 0        | 2     | 2     | 24       | 2           | .500  | 189   | 47.2     | 34       | 1           | 15       | 2     | 1        | 58       | 2     | 0        | 7     | 7        | 1.32     | 1.03    |
| 2013      | CHC       | 12    | 0     | 0     | 0     | 0        | 1     | 1     | 2        | 1           | .500  | 50    | 12.0     | 11       | 1           | 2        | 0     | 2        | 14       | 2     | 0        | 7     | 7        | 5.25     | 1.08    |
| 2014      | CHC       | 15    | 0     | 0     | 0     | 0        | 0     | 0     | 0        | 0           | ----  | 64    | 13.0     | 18       | 2           | 6        | 2     | 2        | 17       | 2     | 0        | 8     | 7        | 4.85     | 1.85    |
| 2015      | TEX       | 2     | 0     | 0     | 0     | 0        | 0     | 0     | 0        | 0           | ----  | 8     | 1.2      | 2        | 1           | 0        | 0     | 1        | 1        | 0     | 0        | 3     | 3        | 16.20    | 1.20    |
| 2016      | 阪神      | 43    | 5     | 0     | 0     | 0        | 5     | 6     | 3        | 10          | .455  | 275   | 62.2     | 58       | 7           | 30       | 2     | 3        | 70       | 4     | 0        | 34    | 32       | 4.60     | 1.40    |
| 2017      | 阪神      | 52    | 0     | 0     | 0     | 0        | 3     | 0     | 0        | 6           | 1.000 | 232   | 56.2     | 41       | 3           | 24       | 1     | 5        | 71       | 2     | 0        | 15    | 14       | 2.22     | 1.15    |
| 2018      | 阪神      | 53    | 0     | 0     | 0     | 0        | 5     | 3     | 2        | 21          | .625  | 229   | 54.1     | 29       | 3           | 37       | 4     | 1        | 67       | 2     | 0        | 20    | 14       | 2.32     | 1.22    |
| 2019      | 阪神      | 56    | 0     | 0     | 0     | 0        | 4     | 1     | 16       | 23          | .800  | 226   | 56.0     | 29       | 3           | 32       | 2     | 0        | 83       | 4     | 0        | 11    | 11       | 1.77     | 1.09    |
| 2020      | 阪神      | 16    | 0     | 0     | 0     | 0        | 1     | 3     | 2        | 1           | .250  | 65    | 13.1     | 16       | 3           | 9        | 0     | 1        | 15       | 1     | 0        | 11    | 9        | 6.08     | 1.88    |
| NPB：17年 | NPB：17年 | 782   | 19    | 0     | 0     | 0        | 60    | 38    | 243      | 163         | .612  | 3753  | 935.1    | 633      | 59          | 339      | 30    | 32       | 1220     | 44    | 0        | 247   | 216      | 2.08     | 1.04    |
| MLB：3年  | MLB：3年  | 29    | 0     | 0     | 0     | 0        | 1     | 1     | 2        | 1           | .500  | 122   | 26.2     | 31       | 4           | 8        | 2     | 5        | 32       | 4     | 0        | 18    | 17       | 5.74     | 1.46    |

- 各年度の太字はリーグ最高

### WBCでの投手成績
| 年 度 | 代 表 | 登 板 | 先 発 | 勝 利 | 敗 戦 | セ ｜ ブ | 打 者 | 投 球 回 | 被 安 打 | 被 本 塁 打 | 与 四 球 | 敬 遠 | 与 死 球 | 奪 三 振 | 暴 投 | ボ ｜ ク | 失 点 | 自 責 点 | 防 御 率 |
| ----- | ----- | ----- | ----- | ----- | ----- | -------- | ----- | -------- | -------- | ----------- | -------- | ----- | -------- | -------- | ----- | -------- | ----- | -------- | -------- |
| 2006  | 日本  | 4     | 0     | 0     | 1     | 0        | 13    | 2.2      | 4        | 0           | 0        | 0     | 1        | 3        | 0     | 0        | 1     | 0        | 0.00     |
| 2009  | 日本  | 4     | 0     | 0     | 0     | 0        | 15    | 4.0      | 3        | 0           | 1        | 0     | 0        | 3        | 0     | 0        | 0     | 0        | 0.00     |

### タイトル
NPB
- 最多セーブ投手：2回（2007年、2011年）
- 最優秀中継ぎ投手：2回（2005年、2006年）※2年連続は最長タイ記録[注 3]

### 表彰
NPB
- 月間MVP：2回（投手部門：2005年6月、2008年9月）
- 最優秀バッテリー賞：1回（2005年 捕手：矢野輝弘）
- 最優秀バッテリー賞特別賞：1回（2008年）
- JA全農Go・Go賞：1回（救援賞：2008年6月）
- オールスターゲーム優秀選手賞：1回（2005年第2戦）
- オールスターゲーム・ベストピッチャー賞：1回（2005年第2戦）
- ゴールデンスピリット賞：1回（2012年）
- 若林忠志賞（第2回、2012年）
- ヤナセ・阪神タイガースMVP賞：1回（2005年）[165]
- サンスポMVP大賞：2回（2006年、2011年）[166]
- サンスポMVP特別功労賞（2012年）
- ベスト・ファーザー イエローリボン賞 in 「プロ野球部門」（2008年）

### 記録

#### NPB
初記録
投手記録
- 初登板：2000年3月31日、対横浜ベイスターズ1回戦（横浜スタジアム）、3回裏に2番手で救援登板、2回無失点
- 初奪三振：同上、3回裏に谷繁元信から空振り三振
- 初先発：2002年7月21日、対横浜ベイスターズ18回戦（横浜スタジアム）、4回2失点
- 初勝利・初先発勝利：2002年9月11日、対東京ヤクルトスワローズ26回戦（明治神宮野球場）、8回1失点
- 初ホールド：2005年4月6日、対広島東洋カープ2回戦（広島市民球場）、6回裏一死に3番手で救援登板、1回1/3を無失点
- 初セーブ：2005年9月9日、対広島東洋カープ17回戦（阪神甲子園球場）、8回表二死に3番手で救援登板・完了、1回1/3を無失点

打撃記録
- 初安打：2002年8月11日、対中日ドラゴンズ20回戦（ナゴヤドーム）、3回表に山本昌から左前安打
- 初打点：2010年9月5日、対広島東洋カープ20回戦（MAZDA Zoom-Zoom スタジアム広島）、9回表に岸本秀樹から左前適時打

節目の記録
- 100セーブ：2008年9月25日、対横浜ベイスターズ22回戦（阪神甲子園球場）、9回表に4番手で救援登板・完了、1回無失点 ※史上21人目
- 150セーブ：2010年9月5日、対広島東洋カープ20回戦（MAZDA Zoom-Zoom スタジアム広島）、8回裏二死に3番手で救援登板・完了、1回1/3を無失点 ※史上10人目
- 500試合登板：2011年8月28日、対東京ヤクルトスワローズ13回戦（阪神甲子園球場）、9回表に3番手で救援登板・完了、1回無失点でセーブ投手 ※史上87人目
- 200セーブ：2012年4月11日、対広島東洋カープ2回戦（MAZDA Zoom-Zoom スタジアム広島）、9回裏に3番手で救援登板・完了、1回無失点 ※史上5人目
- 600試合登板：2016年8月28日、対東京ヤクルトスワローズ22回戦（阪神甲子園球場）、9回表に5番手で救援登板、1回無失点 ※史上39人目
- 1000奪三振：2017年5月30日、対千葉ロッテマリーンズ1回戦（ZOZOマリンスタジアム）、9回裏に角中勝也から見逃し三振 ※史上146人目、771回2/3での達成はNPB史上最速
- 150ホールド：2019年6月11日、対福岡ソフトバンクホークス1回戦（福岡 ヤフオク!ドーム）、10回裏に2番手で救援登板、1回無失点 ※史上7人目

その他の記録
- シーズン46セーブ：2007年、セ・リーグ記録（達成当時は岩瀬仁紀と並ぶNPBタイ記録[注 4]）
- 17試合連続ホールド（2005年）※エディソン・バリオスと並ぶNPBタイ記録
- 47回2/3連続無失点 ※阪神タイガース球団記録
- 開幕以降11試合連続セーブ ※阪神タイガース球団記録
- 38試合連続無失点（達成当時はNPB記録[注 5]）
- 10試合連続登板（2007年8月30日 - 9月9日）※セ・リーグ記録
- 150ホールド150セーブ ※NPB史上初
- シーズン11引分（2012年）※江夏豊、牛島和彦と並びセ・リーグタイ記録
- オールスターゲーム出場：9回（2005年、2006年、2007年、2008年、2009年、2010年、2011年、2012年、2019年）

#### MLB
投手記録
- 初登板・初セーブ：2013年4月1日、対ピッツバーグ・パイレーツ1回戦（PNCパーク）、9回裏に4番手で救援登板、0回 1/3を無失点
- 初ホールド：2013年4月4日、対ピッツバーグ・パイレーツ3回戦（PNCパーク）、8回裏に4番手で救援登板、1回無失点
- 初奪三振：同上、8回裏にギャレット・ジョーンズから空振り三振
- 初勝利：2013年4月12日、対サンフランシスコ・ジャイアンツ2回戦（リグレー・フィールド）、9回裏に3番手で救援登板、1回を3失点

#### NPB/MLB通算
節目の記録
- 1000奪三振：2016年7月26日、対東京ヤクルトスワローズ14回戦（阪神甲子園球場）、8回表に大引啓次から空振り三振

### 独立リーグでの投手成績
| 年 度     | 球 団     | 防 御 率 | 登 板 | 勝 利 | 敗 戦 | セ 丨 ブ | 完 投 | 完 封 | 無 四 球 | 投 球 回 | 打 者 | 被 安 打 | 被 本 塁 打 | 奪 三 振 | 与 四 球 | 与 死 球 | 失 点 | 自 責 点 |
| --------- | --------- | -------- | ----- | ----- | ----- | -------- | ----- | ----- | -------- | -------- | ----- | -------- | ----------- | -------- | -------- | -------- | ----- | -------- |
| 2015      | 高知      | 0.82     | 6     | 2     | 1     | 0        | 2     | 1     | 0        | 33.0     | 124   | 21       | 1           | 47       | 3        | 3        | 5     | 3        |
| 通算：1年 | 通算：1年 | 0.82     | 6     | 2     | 1     | 0        | 2     | 1     | 0        | 33.0     | 124   | 21       | 1           | 47       | 3        | 3        | 5     | 3        |

### 背番号
- 30（1999年 - 2001年）
- 92（2002年 - 2004年）
- 22（2005年 - 2012年、2017年[100] - 2020年、2025年[137] - ）
  - 24（2006年WBC[17]）
  - 27（2007年アジア野球選手権大会）
  - 28（2008年北京五輪）
  - 22（2009年WBC）
- 11（2013年[38] - 2014年、2015年6月 - 同年終了）
- 21（2015年[55] - 同年5月）
- 18（2016年[86][87]）

### 登場曲
- 「every little thing every precious thing」LINDBERG

### 代表歴
- 2006 ワールド・ベースボール・クラシック日本代表
- 2008年北京オリンピック野球日本代表
- 2009 ワールド・ベースボール・クラシック日本代表

## 関連情報

### 著書
- 未熟者（ベースボール・マガジン社）2009年3月 ISBN 9784583101569
- 火の玉ストレート プロフェッショナルの覚悟（日本実業出版社）2021年1月 ISBN 9784534058287

### 出演
- サンデースポーツ（NHK総合テレビジョン　月1回程度。「球児論」という特集コーナーMCとコメンテーター）
- S-PARK（フジテレビジョン　サンデースポーツとの出演がかぶらない範囲で月2回程度　日曜日コメンテーター）
- すぽると!（同上、『S-PARK』からの続投で『S-PARK』同様に月2回程度の出演。ただし、担当曜日は土曜日となる。）

### CM
- 木村化工機（2025年4月 - ）